# Man with a Mission
«Man with a Mission», стилізований як MAN WITH A MISSION або інколи як MWAM — японський рок гурт який був заснований у Шібуя, Токіо, Японія у 2010. Цей гурт в даний час складається з п'яти учасників зі сценічними іменами Токіо Танака (вокал, лідер гурту), Жан Кен Джонні (гітара, вокал, реп), Камікадзе Бой (бас-гітара, бек вокал), ді-джей Санта Моніка (ді-джей) і Спеар Ріб (барабани). 
Гурт поєднує такі стилі, як хард рок і денс-поп. Їх відмінною рисою є те, що під час концертів та музичних відеороликів всі члени гурту носять по-різному розроблені маски вовків.

## Історія

### Дебют гурту і перший альбом
Раннім дебютом гурту були концерти на музичних майданчиках у районі Шібуя. У кінці 2010 року гурт організував американський тур, який називався їхнім турне "Whisky a Go Go" та включав кілька концертів у нічних клубах у Лос-Анджелесі. Сам тур закінчився у листопаді 2010. Закінчення їхнього туру збіглося з випуском їх першого міні альбому «Welcome to the New World» у листопаді також, який відправився на продаж у ряд магазинів по всій Японії. Перший альбом також протримався шість тижнів у «Oricon Top 100» за кількістю продажів. 29 квітня 2011 року гурт випустив новий сингл, названий «Never Fxxkin' Mind the Rules». Після випуску пісні, гурт розпочав інший музичний тур 7 березня 2011 року під назвою «Man with a Mission Japan Marking Tour 2011», який включав 13 різних виступів по всій Японії. Перший повний дебютний альбом гурту «Man with a Mission» був випущений 8 червня 2011 року.
Невдовзі після релізу альбому гурт взяв участь у головній японській концертній події, відомій як «Summer Sonic 2011» у середині серпня, а також інших літніх фестивалів, серед яких був «Countdown Japan 11/12». Журнал «Еггман» назвав гурт «Найперспективнішим новачком», а квитки на шоу MWAM на концертах були продані за 10 хвилин. Впродовж виступу на концертах, їхні пісні також включені на 27 головних радіостанціях FM та AM по всій Японії. 5 жовтня 2011 року гурт випустив мініальбом під назвою «Trick or Treat», який включав кілька нових пісень а також кавери на відомі пісні інших гуртів, такі як «Smells Like Teen Spirit» гурту Nirvana. Учасники Man with a Mission були також представлені в рекламній кампанії студії Tower Records під назвою «No Music, No Life?», яка розпочалася 13 вересня 2011 року.

### Mash Up The World
27 травня 2012 року MWAM провів шоу тур у «Shibuya-AX» з відвідуванням 1800 фанатів. Це був ранній виступ для туру Don't Feel The Distance гурту у листопаді, який мав на меті підкреслити один із синглів «Distance» з їхнього майбутнього альбому. Ранній реліз пісні 4 квітня до рейтингу Oricon побачив цей підйом до #6 в діаграмі продажів. Очікуючи зупинки їхнього туру включали Zepp Nagoya, Zepp Namba, and Zepp Tokyo. Квитки попереднього замовлення на всі місця проведення туру були продані миттєво по всій Японії. Другий повний альбом гурту «Mash Up The World» був випущений 18 липня 2012 року. Гурт виклав музичний кліп однієї з пісень альбому «From Youth To Death» на відеохостинг YouTube 21 червня 2012 року. Офіційний додаток для альбому також включав фрагменти цієї пісні разом з двома іншими новими піснями «Mash UP The DJ!» і «Neutral Corner».

### Tales of Purefly
Їхній наступний сингл «Emotions», який був використаний як тема для живої адаптації фільму «Hentai Kamen manga», був випущений 23 лютого 2013 року. Наступний сингл «Database» був використаний як початкова тема для аніме «Log Horizon». Інша пісня з альбому, під назвою «Wake Myself Again» стала саундтреком для фільму манги «Judge». Символьні моделі MWAM були додані до японського випуску відеогри «Pro Evolution Soccer 2015», поряд з піснею «Higher», які були раніше використані у японській версії «World Soccer: Winning Eleven 2014 — Aoki Samurai no Chousen». Пісня «Whatever you had said was everything» була представлена в комерційному телевізійному просторі для фільму «Crows Explode», який ґрунтується на манзі «Crows».

## Склад гурту
Поточні учасники
- Токіо Танака — вокал, лідер гурту (2010–дотепер)
- Жан Кен Джонні — гітара, вокал, реп (2010–дотепер)
- Камікадзе Бой — бас-гітара, бек-вокал (2010–дотепер)
- Ді-джей Санта Моніка — ді-джей (2010–дотепер)
- Спеар Ріб — барабани (2010–дотепер)

Тимчасові учасники (турне)
- E.D.Vedder – гітара (2010–дотепер)

Схема

## Дискографія
Студійні альбоми
| Рік  | Назва                                        | Чарт Oricon | Чарт Oricon | Чарт Oricon    | Сертифікації |
| Рік  | Назва                                        | Позиція     | Тижні       | На кінець року | Сертифікації |
| ---- | -------------------------------------------- | ----------- | ----------- | -------------- | ------------ |
| 2011 | MAN WITH A MISSION - Видано: 8 червня 2011   | 28          | 98          | —              | - RIAJ: Gold |
| 2012 | Mash Up The World - Видано: 18 липня 2012    | 4           | 60          | —              | - RIAJ: Gold |
| 2014 | Tales of Purefly - Видано: 12 березня 2014   | 3           | 38          | 37             | - RIAJ: Gold |
| 2016 | The World's On Fire - Видано: 10 лютого 2016 | 3           | 43          | 24             | - RIAJ: Gold |
| 2018 | Chasing the Horizon - Видано: 6 червня 2018  |             |             |                |              |